# 新江乡
新江乡，是中华人民共和国江西省吉安市遂川县下辖的一个乡镇级行政单位。

## 行政区划
新江乡下辖以下地区：
新江村、大旺村、大庄村、石坑村、金溪村、三联村、横石村、富民村、范背村、小湖村和和溪村。